# معركة جلفار الثانية
معركة جلفار الثانية وهي معركة وقعت في سنة 134 هـ بين الدولة العباسية بقيادة خازم بن خزيمة الدارمي التميمي والأباضية بقيادة الجلندي بن مسعود الأزدي في منطقة جلفار وتعرف حاليا بـ رأس الخيمة وتقع في دولة الإمارات العربية المتحدة، وانتهت بانتصار العباسيين وتمكن خازم من قتل الجلندي الأزدي وكل رجاله وإخماد الثورة الأباضية ودخلت عمان في الدولة العباسية، وكانت قوات الجلندي أغلبها من قبيلة الأزد، وجيش خازم كان من قبيلته بني تميم الذين انتخبهم وعددهم 2000 مقاتل.

## المعركة
فكر خازم بن خزيمة في حيلة وهي أن يجعل كل جندي على طرف سنانة مشاقة، وهي ما خلص من القطن والكتان والشعر، ويرووها بالنفط ثم يشعلوا فيها النيران ثم يقذفوها على بيوت الجلندي وأصحابه، وتمت هذه الفكرة بنجاح فاشتعلت النار في البيوت وكانت من خشب فاشتغل أصحاب الجلندي بإخراج أهلهم وأموالهم عن النار، وعندها مال عليهم جيش خازم يقتلونهم كيف شاءوا، وانتهت المعركة بقتل عشرة آلاف منهم، ثم أخذت رؤوسهم وبعث بها إلى البصرة فمكثت أيامُا، ثم بعث بها إلى الكوفة إلى أبي العباس.